# 1851 год в науке
В 1851 году были различные научные и технологические события, некоторые из которых представлены ниже.

## События
- 1 ноября — в России открывается Николаевская железная дорога, соединяющая Москву с Санкт-Петербургом.
- В Лондоне прошла первая Всемирная выставка.
- Леоном Фуко в парижском Пантеоне осуществлена первая публичная демонстрация маятника своего имени[1].
- Луи Физо поставил опыт по определению скорости света в движущихся средах продемонстрировавший эффект релятивистского сложения скоростей.

## Родились
- 14 января — Людвиг Клайзен (Кляйзен), немецкий химик (ум. 1930).
- 24 февраля — Герман Пааше, немецкий экономист, статистик и политик, профессор и депутат (ум. 1925).
- 8 апреля — Спиридон Ламброс, греческий историк, премьер-министр Греции в 1916—1917 годах. (ум. 1919).
- 25 апреля — Николай Фёдорович Золотницкий, один из зачинателей русского аквариумистского движения, а также международной аквариумистики, автор книги «Аквариум любителя».
- 1 мая — Христоф Эберхард Нестле, немецкий протестантский богослов, лингвист и педагог[2]
- 3 августа — Джордж Френсис Фицджеральд, ирландский физик.
- 25 ноября — Карл Мартин, немецкий геолог, палеонтолог.
- 28 ноября — Йонас Басанавичюс, литовский историк, фольклорист, публицист, общественный деятель.

## Скончались
- 27 января — Джон Одюбон, американский натуралист, орнитолог и художник-анималист, автор труда «Птицы Америки» (1827—1838).
- 18 февраля — Карл Якоби, немецкий математик и механик. Внёс огромный вклад в комплексный анализ, линейную алгебру, динамику и другие разделы математики и механики.
- 9 марта — Ханс Кристиан Эрстед, датский учёный, физик, исследователь явлений электромагнетизма.
- 19 апреля — Бюкуа, Георг Франц Август, натурфилософ.